# Silvio Risio
Silvio David Risio (Bulnes, Córdoba, 9 de junio de 1971) es un exfutbolista argentino que jugaba como volante.

## Trayectoria

### Talleres
Risio debutó con la camiseta de Talleres en 1993. En 1994 obtuvo el ascenso a Primera División, al derrotar a Instituto en la final por el segundo ascenso. Jugó en el club de Córdoba Capital hasta 1996.

### Atlético Tucumán
En 1997 se mudó a San Miguel de Tucumán y se sumó a Atlético Tucumán. Vistió la camiseta del decano hasta el año 1998.

### Instituto
Para la temporada 1998/99 se unió a Instituto. En su primera temporada se coronó campeón de la B Nacional y ascendió a Primera División. Risio jugó en la gloria hasta el 2003, disputando más de 100 partidos con el club.

### Juventud Antoniana
En el 2003 se sumó a Juventud Antoniana. En el club salteño jugó hasta el 2005.

### Estudiantes de Río Cuatro
En 2005 volvió a Río Cuatro, para jugar en Estudiantes. En 2006 se retiró del fútbol.

## Clubes
| Club                      | País      |
| ------------------------- | --------- |
| Talleres                  | Argentina |
| Atlético Tucumán          | Argentina |
| Instituto                 | Argentina |
| Juventud Antoniana        | Argentina |
| Estudiantes de Río Cuarto | Argentina |

## Palmarés
| Título     | Equipo    | País      | Año     |
| ---------- | --------- | --------- | ------- |
| B Nacional | Instituto | Argentina | 1998/99 |